# European Darts Tour 2015
Die European Darts Tour 2015 war eine Reihe von Dartturnieren der PDC.
Die Turnierserie bestand aus zehn über das Jahr verteilten Turnieren in verschiedenen europäischen Städten. Die dortigen Ergebnisse hatten Einfluss auf die PDC Pro Tour Order of Merit, die für die Qualifikation mehrerer Major-Turniere mitverantwortlich war.

## Spielorte
Kein Turnier mehr gespielt wurde in Veldhoven und Berlin, Salzburg und Leipzig, während Unterschleißheim, Venray, Riesa, Mülheim an der Ruhr und  Innsbruck neue Spielorte waren.
| Venray |

| Sindelfingen |

| Unterschleißheim |

| Innsbruck |

| Düsseldorf |

| Riesa |

| Hildesheim |

| Mülheim an der Ruhr |

| \| Gibraltar \| |
| Gibraltar       |

| Gibraltar |

## European Tour Events
| Nr. | Datum             | Event                     | Austragungsort                      | Sieger             | Ergebnis | Finalist           |
| --- | ----------------- | ------------------------- | ----------------------------------- | ------------------ | -------- | ------------------ |
| 1   | 13.–15. Februar   | German Darts Championship | Hildesheim, Halle39                 | Michael van Gerwen | 6 : 2    | Gary Anderson      |
| 2   | 20.–22. März      | Gibraltar Darts Trophy    | Gibraltar, Victoria Stadium         | Michael van Gerwen | 6 : 3    | Terry Jenkins      |
| 3   | 4.–6. April       | German Darts Masters      | Unterschleißheim, Ballhausforum     | Michael van Gerwen | 6 : 5    | John Henderson     |
| 4   | 5.–7. Juni        | Dutch Darts Masters       | Venray, Evenementenhal              | Michael van Gerwen | 6 : 0    | Justin Pipe        |
| 5   | 19.–21. Juni      | International Darts Open  | Riesa, Sachsen-Arena                | Michael Smith      | 6 : 3    | Benito van de Pas  |
| 6   | 10.–12. Juli      | European Darts Open       | Düsseldorf, Maritim Hotel           | Robert Thornton    | 6 : 2    | Kim Huybrechts     |
| 7   | 11.–13. September | European Darts Trophy     | Mülheim an der Ruhr, RWE-Sporthalle | Michael Smith      | 6 : 2    | Michael van Gerwen |
| 8   | 18.–20. September | European Darts Matchplay  | Innsbruck, Olympiahalle             | Michael van Gerwen | 6 : 4    | Dave Chisnall      |
| 9   | 16.–18. Oktober   | European Darts Grand Prix | Sindelfingen, Glaspalast            | Kim Huybrechts     | 6 : 5    | Peter Wright       |

## Preisgeld
Pro Turnier wurden insgesamt £ 115.000 an Preisgeldern ausgeschüttet. Das Preisgeld verteilte sich unter den Teilnehmern wie folgt:
| Position (Anzahl der Spieler) | Position (Anzahl der Spieler) | Preisgeld |
| ----------------------------- | ----------------------------- | --------- |
| Gewinner                      | (1)                           | £ 25.000  |
| Finalist                      | (1)                           | £ 10.000  |
| Halbfinalisten                | (2)                           | £ 5.000   |
| Viertelfinalisten             | (4)                           | £ 3.500   |
| Achtelfinalisten              | (8)                           | £ 2.000   |
| Verlierer der 2. Runde        | (16)                          | £ 1.500   |
| Verlierer der Vorrunde        | (16)                          | £ 1.000   |
|                               |                               |           |
|                               |                               | £ 115.000 |

## Deutschsprachige Teilnehmer
Im Folgenden werden die Ergebnisse aller deutschsprachigen Teilnehmer aufgelistet.
| Land        | Spieler              | German Darts Championship | Gibraltar Darts Trophy | German Darts Masters | Dutch Darts Masters | International Darts Open | European Darts Open | European Darts Trophy | European Darts Matchplay | European Darts Grand Prix |
| ----------- | -------------------- | ------------------------- | ---------------------- | -------------------- | ------------------- | ------------------------ | ------------------- | --------------------- | ------------------------ | ------------------------- |
| Deutschland | Jyhan Artut          |                           |                        | Letzte 48            |                     | Letzte 48                | Letzte 32           | Letzte 48             |                          | Letzte 48                 |
| Osterreich  | Armin Glanzer        |                           |                        | Letzte 48            |                     |                          |                     |                       | Letzte 48                |                           |
| Osterreich  | Aaron Hardy          |                           |                        |                      |                     |                          |                     |                       | Letzte 48                |                           |
| Deutschland | Max Hopp             |                           |                        |                      | Letzte 32           | Achtelfinale             |                     | Letzte 32             | Letzte 48                | Letzte 48                 |
| Osterreich  | Maik Langendorf      | Letzte 32                 |                        |                      |                     |                          | Letzte 48           |                       | Letzte 32                |                           |
| Osterreich  | Zoran Lerchbacher    |                           |                        |                      |                     |                          |                     |                       | Letzte 48                |                           |
| Deutschland | Kevin Münch          |                           |                        |                      |                     |                          |                     |                       |                          | Letzte 48                 |
| Osterreich  | Rowby-John Rodriguez |                           | Letzte 48              | Letzte 48            | Letzte 32           | Achtelfinale             | Letzte 32           | Achtelfinale          | Viertelfinale            | Letzte 48                 |
| Osterreich  | Roxy-James Rodriguez |                           |                        |                      |                     |                          |                     |                       | Letzte 48                |                           |
| Deutschland | Michael Rosenauer    |                           |                        |                      |                     |                          | Letzte 48           |                       |                          |                           |
| Deutschland | Martin Schindler     |                           |                        |                      |                     |                          |                     | Letzte 48             |                          |                           |
| Deutschland | Tomas Seyler         |                           |                        | Letzte 48            |                     | Letzte 32                | Letzte 48           |                       |                          |                           |
| Deutschland | Christian Soethe     |                           |                        |                      |                     |                          | Letzte 48           | Letzte 48             |                          |                           |
| Deutschland | Sascha Stein         | Letzte 48                 |                        |                      |                     |                          |                     |                       |                          |                           |
| Deutschland | Stefan Stoyke        |                           |                        | Letzte 48            |                     |                          |                     |                       | Letzte 48                | Letzte 48                 |
| Osterreich  | Mensur Suljović      | Halbfinale                |                        | Achtelfinale         | Letzte 32           | Letzte 32                | Letzte 32           | Letzte 32             | Letzte 48                | Halbfinale                |
| Deutschland | Andree Welge         |                           |                        | Letzte 48            |                     |                          |                     |                       |                          |                           |
| Deutschland | Daniel Zygla         | Letzte 48                 |                        | Letzte 48            |                     | Letzte 48                |                     |                       |                          |                           |